# Sandr

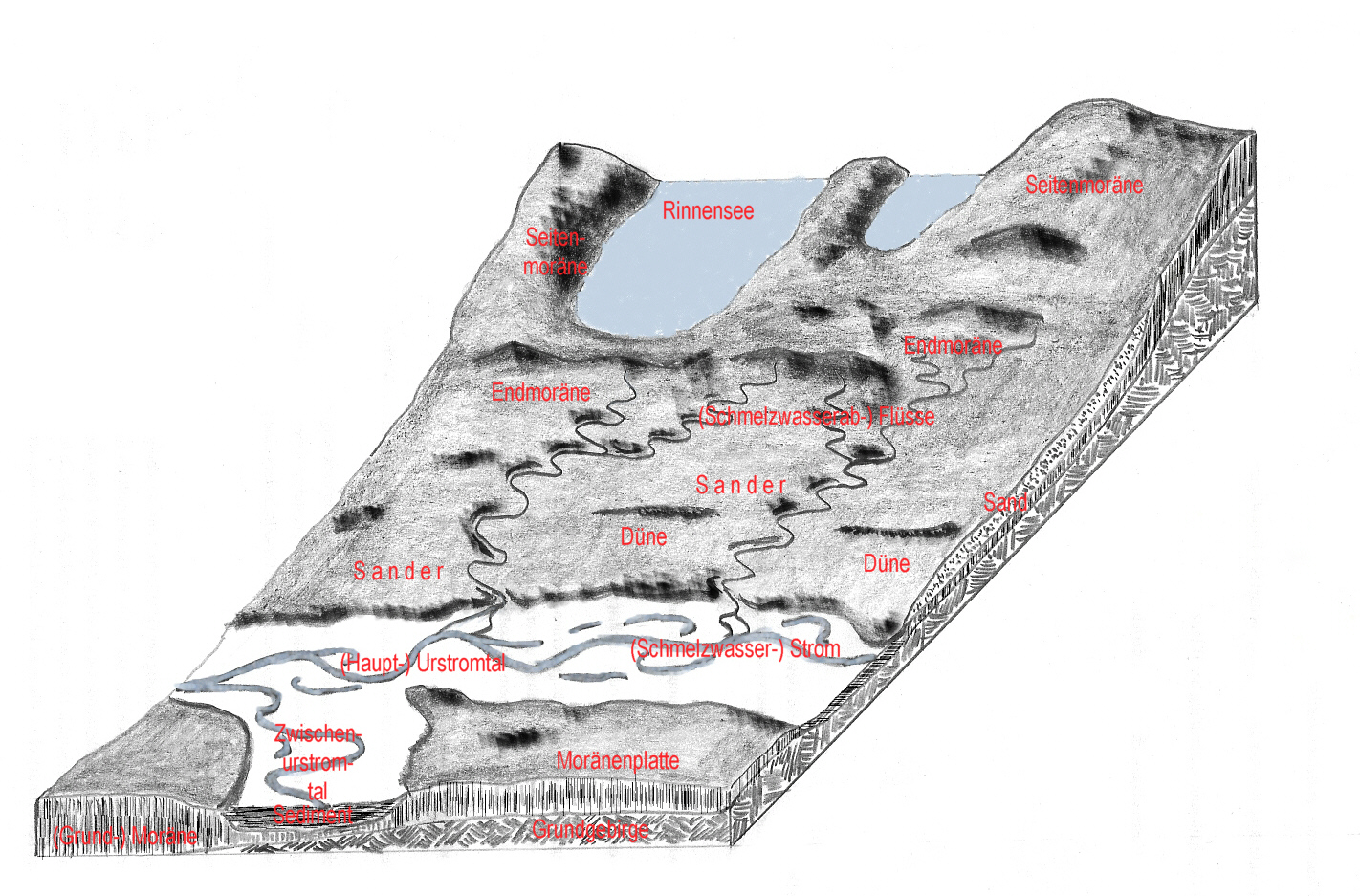
Sandr schematicky

Sandry (z islandského sandur) jsou široké, mírně skloněné náplavové kužele, vytvořené jako ledovcový výplav v době skandinávského vnitrozemského zalednění nebo v ledových dobách alpských ledovců. Obvykle se skládají z písku, štěrku a nebo z balvanů. Termín sandr byl vytvořen po uznání glaciální teorie koncem 19. století.

## Vznik
Vznikají jako součást glaciální serie, když ledovcový vodní tok prorazí koncovou morénu, rozlije se v rovině za ní a vytváří zde divočení vodního toku. Proud ledovcové řeky ztrácí na rychlosti a ukládá unášený materiál jako glaciofluviální sedimenty. Poměrně velký sklon (až 20 ‰) na konci morény rychle klesá ve směru odtoku vody z ledovce. Hrubší materiál se usazuje v blízkosti morény, zatímco jemnější štěrk a písek jsou proudem unášeny dále a vytvářejí charakteristickou krajinu, která připomíná mírně se svažující pláň.

## Rozšíření a dnešní obraz krajiny

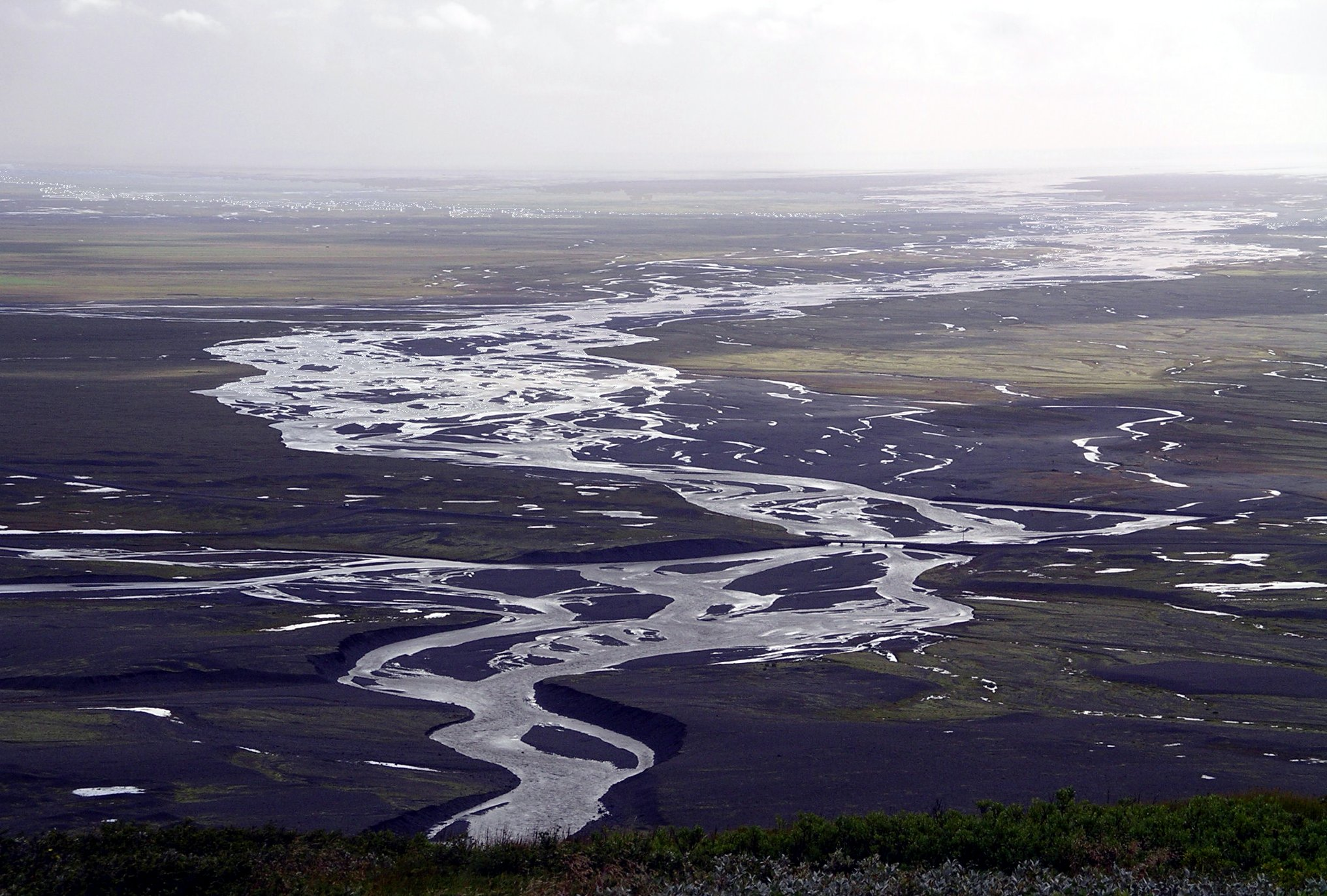
Sandr na Islandu

Sandry jsou velmi rozšířené v severních i jižních oblastech středoevropských ledovců. Vyskytují se ve starších i mladších morénových oblastech. Rozdíly mezi severem a jihem střední Evropy spočívají především ve složení a velikosti zrna.
V severní části střední Evropy jsou sandry vytvořeny většinou z písku a štěrku, který se skládá ponejvíce z křemene. Půda je v oblasti sandrů neplodná a proto se využívá jako borovicový les. Známými příklady jsou oblast Zauche jihozápadně od Berlína, oblast Griese (Griese Gegend) na jihozápadě Meklenburska, Lüneburské vřesoviště (Lüneburger Heide) nebo Tuchelské vřesoviště (Bory Tucholskie) v Polsku.
V alpském předhůří jsou štěrkové polohy obvykle tvořeny velmi hrubým materiálem (hrubým pískem a štěrkem), který obsahuje velké množství vápence ze Severních vápencových Alp. Půdy na povrchu štěrku jsou poměrně úrodné. Nejznámější je „mnichovská štěrková pláň“ (Münchner Schotterebene).
Příklady z Islandu jsou Mýrdalsjökull nebo Skeiðarársandur. Přecházení těchto sandrů není zcela bezpečné. Náhlá vulkanická erupce pod ledovcem může způsobit povodňovou vlnu, tzv. jökulhlaup (ledovcová povodeň).